# 金洛季
48°27′43″N 22°24′52″E / 48.46194°N 22.41444°E
金洛季（烏克蘭語：Кінлодь），是烏克蘭的村落，位於該國西部外喀爾巴阡州，由穆卡切沃區負責管轄，面積0.45平方公里，海拔高度104米，2001年人口223，人口密度每平方公里501.12人。